# Lacy and the Mississippi Queen
Lacy and the Mississippi Queen es una película estadounidense de comedia y wéstern de 1978, dirigida por Robert Butler, escrita por Madeline Di Maggio y Kathy Donnell, musicalizada por Barry De Vorzon, en la fotografía estuvo Ted Voigtlander y el elenco está compuesto por Kathleen Lloyd, Debra Feuer, Edward Andrews y Christopher Lloyd, entre otros. El filme fue realizado por Lawrence Gordon Productions y Paramount Television, se estrenó el 17 de mayo de 1978.

## Sinopsis
Dos hermanas utilizan su astucia para encontrar a dos delincuentes que suponen que le dispararon a su padre.